# كريستوفر شافيز كويلار
كريستوفر شافيز كويلار (مواليد 1973) المعروف باسم الروح قاتل متسلسل كولومبي مسؤول عن قتل سائق سيارة أجرة وامرأة في إباغي و4 قاصرين في عام 2015. تعتقد الشرطة أنه قتل ما لا يقل عن 15 شخصًا في المجموع.
في نوفمبر 2015 حُكم عليه بالسجن لمدة 40 عامًا لقتل الأخوين فانيغاس.

## الجرائم
بدأ نشاطه الإجرامي في توليما في نهاية التسعينيات عندما كان كويلار يبلغ من العمر 25 عامًا. ومنذ ذلك الحين عُرف أن إحدى ضحاياه كانت امرأة التقى بها في هويلا ثم اختطفها واغتصبها وذبحها. بسبب هذا الفعل تم البحث عنه من قبل الشرطة وتمكن من التهرب من القبض عليه ومواصلة أنشطته الإجرامية والانتقال إلى إيباغي. من عام 1998 إلى عام 2004 ارتكب جرائم بقسوة شديدة. واصلت الشرطة عمليات البحث وتم القبض عليه في نهاية المطاف في إيباغي، وحُكم عليه بالسجن 40 عامًا. على الرغم من القبض عليه أطلق سراحه لحسن السلوك.
جريمة قتل أخرى اتهم بارتكابها وقعت في نيفا. الضحية هو خوان كارلوس كوينكا شاري الذي قتله كويلار وشقيقه في عام 1998 على طريق نيفا-كامبوأليغري. وبسبب هذا تم القبض عليه ومحاكمته على جرائم مختلفة بما في ذلك القتل العمد والسرقة المشددة والحيازة غير القانونية للأسلحة. حُكم على كويلار بالسجن 44 عامًا، ولكن أُطلق سراحه لإكماله ما لا يقل عن سنوات.
ومن المعروف أيضًا أن كويلار حاول قتل مدير محطة وقود في فلورنسيا عام 2015. وقعت آخر جريمة مسجلة له في نفس العام في كاكيتا في 4 فبراير 2015. قتل كويلار 4 أطفال دون السن القانونية وهي جريمة صدمت الأمة بأكملها. يُعتقد أن سبب القتل كان الأرض التي لم يستطع القاتل أخذها بسبب رفض الوالدين. من المذبحة كان هناك شقيق على قيد الحياة تمكن في مواجهة الوضع من الفرار إلى أحد أفراد الأسرة الذي أبلغ لاحقًا قاعدة عسكرية بما حدث.
في نفس الشهر تم القبض على كويلار واحتجازه في سجن لاس هيليكونياس، ومع ذلك تمكن من الفرار بعد تلقيه إزميلًا في زنزانته مستفيدًا من عدم نشاط الحارس النائم كلحظة مناسبة. وفي مواجهة ذلك عرضت السلطات في البداية مكافأة قدرها 10.000.000 بيزو قبل أن تضاعف خمس مرات إلى 50.000.000. في النهاية تم القبض على كويلار في نفس اليوم في كوريللو بعد عملية خاصة قادها 200 من أفراد الشرطة الوطنية التي غطت مناطق من البلاد مثل كاكيتا وبوتومايو وهويلا وكوكا. بعد ذلك نُقل كويلار إلى أحد أكثر السجون أمانًا في كولومبيا وأمريكا اللاتينية بأكملها - سجن كومبيتا.